# ランボルギーニ・アトン
ランボルギーニ・アトン (Lamborghini Athon)はベルトーネがデザインしランボルギーニが製造したコンセプトカーである。
アトンは1度もレストアが行われていないため(軽度の修復は行われた)、オリジナルの状態で保存されている。

## 概要
エンジンはシルエットと共通の3.0L DOHC V8エンジンが搭載されており、最高出力260hp (194kW)/7,500rpm、最大トルク321Nm (237lb・ft)を発揮する。トランスミッションは油圧アシストクラッチを加えた5速マニュアルトランスミッションで、ベルトーネが設計したスチール製ボディと一体型シャーシが採用されている。サスペンションは独立コイルスプリングと、伸縮式ショックアブソーバーを採用。タイヤはミシュランで、フロント195/50 VR 15、リア275/40 VR 15。車両重量は2,390ポンドで、燃料タンク容量は80L。0-97km/hが7.3秒で最高速度は273.6km/h (170マイル)。
アトンは2011年5月21日にコンコルソ・デレガンツァ・ヴィラ・デステにて、RMサザビーズ主催のオークションに出品され、487,000米ドルで落札された。